# Vénissieux
Vénissieux ist eine französische Gemeinde mit 66.701 Einwohnern (Stand 1. Januar 2022) in der Métropole de Lyon in der Region Auvergne-Rhône-Alpes. Sie ist die drittgrößte Gemeinde der Métropole de Lyon und an die Lyoner Metro, Linie D, sowie die Lyoner Straßenbahn, Linie 4, angebunden.

## Geschichte

### 20. Jahrhundert

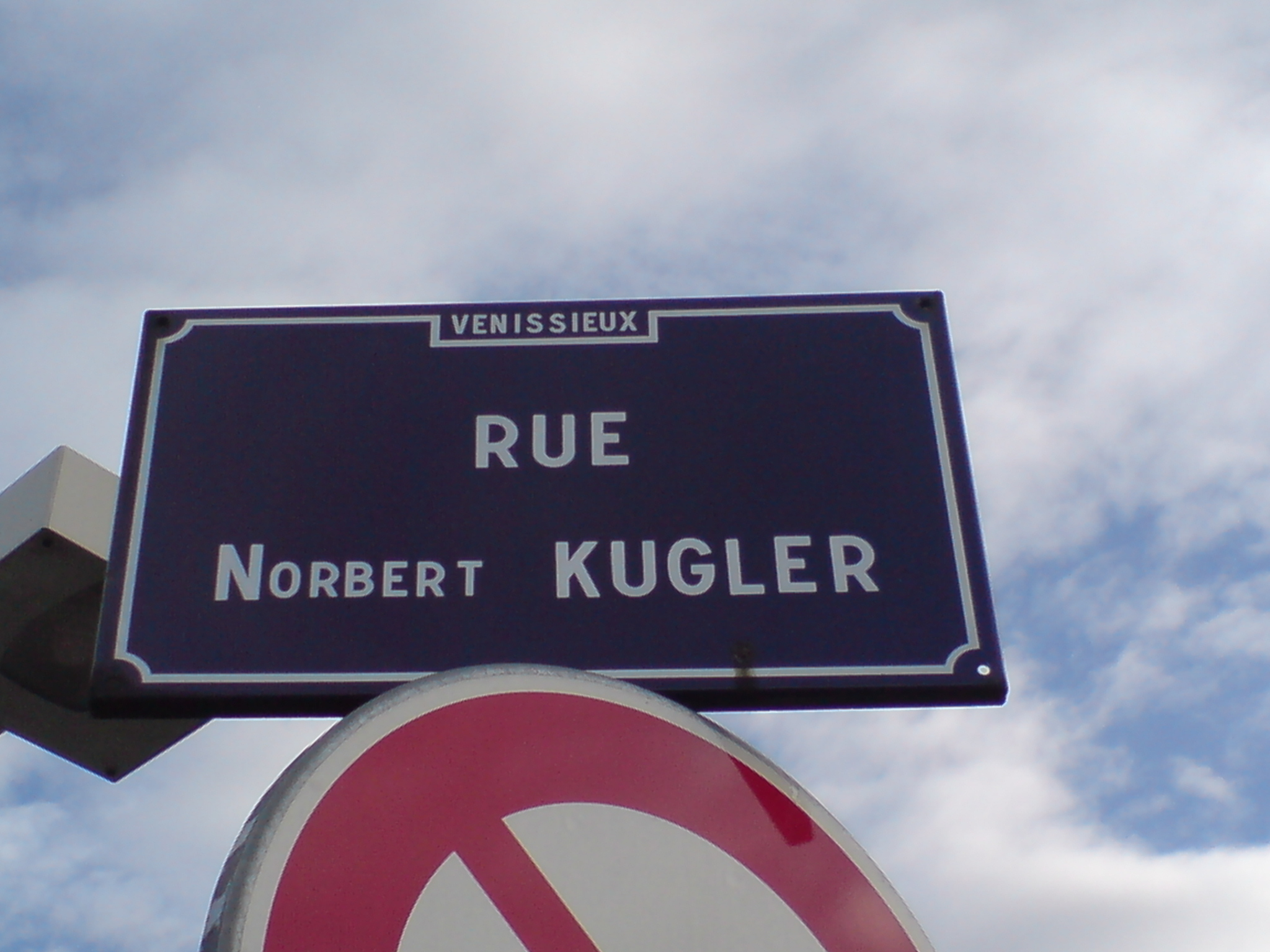
Rue Norbert Kugler, Vénissieux

Vénissieux war im 20. Jahrhundert stets von der Einwanderung geprägt. Bereits 1921 hatte Vénissieux einen Ausländeranteil von 23,4 %. 1921 beschäftigte beispielsweise der Industriebetrieb Berliet zu 70 % Arbeiter mit französischer Staatsbürgerschaft, ab dem Jahr 1931 stellten ausländische Arbeiter die Mehrheit seiner Belegschaft. An der Stadtbevölkerung betrug der Anteil ausländischer Bewohner 1931 fast 44 %.
Das Vichy-Regime errichtete im Ort ein Sammel- und Gefangenenlager, das Camp de Vénissieux, auf dem Terrain des Güter- und Verschiebebahnhofs (Dépôt SNCF), Gelände l’Arsenal. Von dort aus wurden jüdische Menschen nicht-französischer Herkunft aus dem gesamten Südosten und Osten Frankreichs in das Sammellager Drancy und weiter nach Auschwitz deportiert. Verbündete Résistance- und christliche Gruppen retteten im August 1942, in der Nacht vor einer Weiter-Deportation nach Drancy, mittels Sabotage sämtliche 108 Kinder; auch etliche Erwachsene konnten flüchten. Mittels Sabotage wurde das örtliche Elektrizitätsnetz komplett abgeschaltet, wodurch der um das Lager gezogene Stacheldrahtzaun stromlos wurde und zerschnitten werden konnte. An der Aktion war die Christin Madeleine Barot beteiligt. Am 24. August erschossen Deutsche in Vénissieux fünf politische Geiseln, bevor sie am 2. September 1944 aus dem Raum Lyon abzogen. In Vénissieux wurde eine Straße nach dem deutschen Résistance-Kämpfer Norbert Kugler benannt.
In den 1960er Jahren wurde die Großwohnsiedlung Minguettes mit über 9000 Wohneinheiten errichtet, ein Wohnquartier für Gastarbeiter der Industrie und weitere Einwanderer, die zunächst aus Italien, Spanien und Portugal kamen, später vor allem aus dem Maghreb. In den 1980er Jahren entstand eine Bürgerrechtsbewegung der maghrebinischen Einwanderer und ihrer Nachkommen (beurs), die sich gegen Rassismus und Diskriminierung zur Wehr setzte und den marche des beurs organisierte, einen Sternmarsch auf Paris, an dem über 60.000 Menschen teilnahmen.
Heute sind mehr als die Hälfte der Bewohner der Stadt Einwanderer und sie hat einen sehr hohen muslimischen Bevölkerungsanteil. Sie gilt als eine der Hochburgen des fundamentalistischen Islam in Frankreich. Vénissieux war Hauptort der beiden bis 2015 bestehenden Kantone Vénissieux-Nord und Vénissieux-Sud.

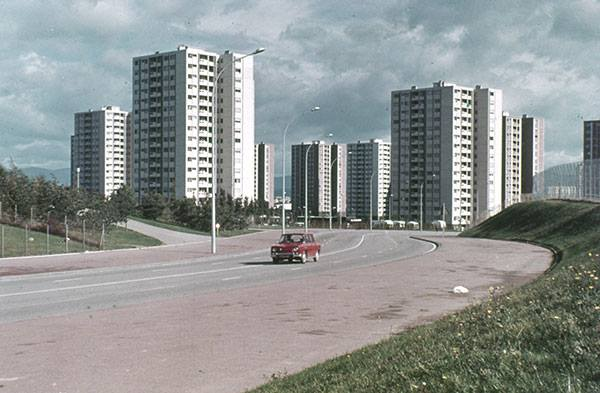
Siedlung Minguettes, 1974

### Bevölkerungsentwicklung
| Jahr                       | 1793  | 1856  | 1926   | 1954   | 1962   | 1968   | 1975   | 1982   | 1990   | 1999   | 2011   |
| -------------------------- | ----- | ----- | ------ | ------ | ------ | ------ | ------ | ------ | ------ | ------ | ------ |
| Einwohner                  | 2.118 | 3.681 | 11.506 | 20.374 | 29.040 | 47.613 | 74.347 | 64.804 | 60.444 | 56.061 | 60.159 |
| Quellen: Cassini und INSEE |       |       |        |        |        |        |        |        |        |        |        |

## Politik
Bürgermeisterin (maire) von Vénissieux und erste Frau in diesem Amt ist seit 2009 Michèle Picard von der Französischen Kommunistischen Partei (PCF). Die PCF stellt in dem traditionellen Arbeitervorort seit 1944 ununterbrochen den Bürgermeister.
Die Sitze im Gemeinderat (conseil municipal) für die Amtszeit von 2015 bis 2020 wurden bei der Gemeindewahl im März 2014 wie folgt verteilt:
| Liste                                 | Parteien                  | Stimmen % | Sitze |
| ------------------------------------- | ------------------------- | --------- | ----- |
| Avec Michèle Picard (Mehrheit)        | PCF/PG/EELV/MRC/Parteilos | 37,64     | 34    |
| Avec Christophe Girard (Opposition)   | DVD/MoDem/Parteilos       | 30,40     | 8     |
| Ensemble pour Vénissieux (Opposition) | PS                        | 21,68     | 5     |
| Vénissieux Bleu Marine (Opposition)   | FN                        | 10,26     | 2     |

Nach Annullierung durch den französischen Staatsrat war eine Neuwahl im März 2015 erforderlich, die zu folgendem Ergebnis führte:
| Liste                                 | Parteien                  | Stimmen % | Sitze |
| ------------------------------------- | ------------------------- | --------- | ----- |
| Avec Michèle Picard (Mehrheit)        | PCF/PG/EELV/MRC/Parteilos | 42,85     | 35    |
| Avec Christophe Girard (Opposition)   | DVD/MoDem/Parteilos       | 32,24     | 8     |
| Ensemble pour Vénissieux (Opposition) | PS                        | 12,28     | 3     |
| Vénissieux Bleu Marine (Opposition)   | FN                        | 12,63     | 3     |

## Sport
Der ansässige Verein Vénissieux Handball, der Anfang der 1990ern einer der besten Frankreichs war und nach Insolvenz heute ein Amateurverein ist.

## Partnerstädte
- Oschatz, Deutschland
- Manises, Spanien

## Persönlichkeiten

### In der Stadt geboren
- Étienne Bally (1923–2018), Leichtathlet
- Élodie Brochier (* 1972), Schauspielerin, Performance-Künstlerin, Musikerin und Puppenspielerin
- Grégoire Drouot (* 1976), römisch-katholischer Geistlicher, Bischof von Nevers
- Joseph-Désiré Job (* 1977), Fußballspieler
- Louisy Joseph (* 1978), Popsängerin
- Samuel Dumoulin (* 1980), Radrennfahrer
- Aloïs Dansou (* 1982), beninischer Schwimmer
- Maxime Gonalons (* 1989), Fußballspieler
- Maxence Caqueret (* 2000), Fußballspieler
- Yaya Soumaré (* 2000), Fußballspieler
- Kamal Bafounta (* 2002), französisch-spanischer Fußballspieler